# Noboribetsu
Noboribetsu (japanisch 登別市 Noboribetsu-shi, Ainu ヌプールペット Nupurpet) ist eine Stadt in der Unterpräfektur Iburi auf der Insel Hokkaidō (Japan).

## Geographie
Noboribetsu liegt südlich von Sapporo und östlich von Muroran am Pazifischen Ozean.

## Sehenswürdigkeiten
- Noboribetsu-Onsen (Heiße Quelle)

## Verkehr
Noboribetsu ist über die Dōō-Autobahn und die Nationalstraße 36 erreichbar. Der Bahnhof Noboribetsu liegt an der Muroran-Hauptlinie von JR Hokkaido.

## Städtepartnerschaften
- 1983 Shiroishi, Miyagi, Japan
- 2002 Guangzhou (Volksrepublik China)

## Söhne und Töchter der Stadt
- Yoshida Brothers, Shamisen-Musiker
- Kazuki Kushibiki (* 1993), Fußballspieler
- Ikuta Toma, Schauspieler, Musiker
- Chiri Yukie (1903–1922), Übersetzerin und Sammlerin mündlich tradierter Ainu-Erzählungen (Yūkar).

## Angrenzende Städte und Gemeinden
- Muroran
- Date (Hokkaidō)
- Sōbetsu
- Shiraoi